# Institut d'optique Graduate School
De Institut d'optique Graduate School, ook wel SupOptique, is een in 1917 opgerichte grande école (technische universiteit). in Palaiseau, een voorstad van Parijs. De instelling is sinds 1991 een onderdeel van de ParisTech associatie.

## Diploma
Mensen met een diploma van van de SupOptique worden bijvoorbeeld technisch manager of onderzoeker in een werkbouwkundige omgeving.
Diploma's die te behalen zijn:
- Ingenieursdiploma Master: 'Ingénieur SupOptique' (300 ECTS)
- Doctoraatsscholen
- Mastère Spécialisé, een eenjarige opleiding voor verdere specialisatie[2]

## Bekende of beroemde docenten
- Charles Fabry, Frans natuurkundige